# 沃尔特·皮茨
小沃尔特·哈里·皮茨（英語：Walter Harry Pitts Jr.，1923年4月23日—1969年5月14日），是一位美国逻辑学家和计算神经科学家。 

## 生平
他提出了神经活动和生成过程的里程碑式的理论表述，影响了认知科学和心理学、哲学、神经科学、计算机科学、人工神经网络、控制论和人工智能等不同领域，以及后来被称为生成科学的领域。他最为人所铭记的是与沃伦·麦卡洛克一起撰写的一篇科学史上的开创性论文，题为“神经活动中固有的思想的逻辑演算（A Logical Calculus of Ideas Immanent in Nervous Activity)”，提出了第一个神经网络的数学模型。该模型的单位是一个简单的形式化神经元，至今仍然是神经网络领域的参考标准。